# Ориу, Морис
Морис Ориу (фр. Maurice Hauriou, 18 августа 1856, Ладвиль, Шаранта — 11 марта 1929, Тулуза) — французский юрист, специалист по административному праву, один из классиков французской юридической мысли. Представитель «школы государственной власти», разработал видение государства как общественной власти, сама сущность которого оправдывает исключительные права; основал институциональный подход в юриспруденции. 

## Биография
Вырос в семье именитых горожан: его дед был мэром, а отец нотариусом. Поступив на факультет права в университете Бордо, он проявил особо блестящие способности в римском и гражданском праве. Защитил первую диссертацию в 1876 году на сравнительную тему «О предельном сроке в римском и французском праве», а докторскую диссертацию в 1879 году под названием « Исследования о contradictio. Договоры на возмездных условиях между супругами». Признанный историк права и романист, он желал, тем не менее, «поместить право в контекст истории нравов и событий». Морис Ориу считается учёным, «разрабатывающим новые земли», он всё время ищет, он изучает новые пути юридического анализа, которые были бы в соответствии с его личными убеждениями, философскими, религиозными или политическими. Он не стремился поспевать за идеями и людьми Третьей республики и оказывался до известной степени маргиналом. Морис Ориу дважды не прошёл конкурс на должность преподавателя (в 1880 и 1881 году), в конце концов он занял первое место в 1882 году. 1 января 1883 года он получил назначение на факультет права в Тулузском университете и вёл курс общей истории права. Изоляция в науке побудила его в 1888 году заняться предметом, который никто не хотел брать — административным правом, скорее умозрительной материей, чем существующей научной дисциплиной. Несмотря на эту оригинальность, которая дорого обошлась ему в первые годы работы, к моменту смерти Морис Ориу считался «основополагающей фигурой, попытавшейся создать полную и связную теорию публичного права, открывшей перспективы будущей институциональной и юридических эволюций».

## Взгляды
Классическое определение институции, сохранённое в правовой науке, которое дал Морис Ориу, выглядит так: «Институция есть идея создания или предприятия, которая реализуется и существует юридически в социальном мире; для того, чтобы эта идея реализовалась, организуется власть, которая защищает её органы; с другой стороны, между членами общественной группы, заинтересованных в реализации этой идее, происходят проявления общности, направляемые органами власти и регламентируемые некоторым процедурами». Его концепция институции — попытка примирить теорию власти, разработанную Э. Дюркгеймом, и теорию Общественной службы Л. Дюги, сторонником которой он был в начале работы, но затем начал параллельную разработку собственной теории.
Создание теории Ориу протекало в несколько этапов. До 1905 года он прежде всего работал над теорией Общественной службы, что позволило ему разработать все элементы будущей теории институций, которая появилась около 1903—1904 годов. После этого долгого вступительного периода наступил первый этап, заключающийся в наброске теории институций в шестом издании учебника административного права и в статье, появившееся в 1906 г., под названием « Институция и уставное право». В центре второго этапа — размышление над институциональной теорией государства в работе «Принципы публичного права», опубликованной в 1910 году.. Таким образом появились оба основных элемента его теории. Первый элемент — принцип, согласно которому невозможно понять государство только путём юридического анализа юридического лица. Следует также исследовать плюрализм и равновесие, которые приводят к созданию государства, ещё до того, как они начинают правовое существование. Это генетическое измерение анализа государства. Иными словами, с точки зрения Ориу, существует догосударственное право, а государство предстаёт как конструкция, реализованная исходя из различных элементов, а именно институции, рынка и договора. Второй элемент заключается в том, что власть не противоположна согласию, таким образом апеллируя, вопреки философии Руссо, к возможности встречного движения между феноменом власти и согласием тех, кто обеспокоен властью.
На протяжении третьего и последнего этапа своего творчества Морис Ориу обобщал методологию, закладывал основы эпистемологии и вырабатывал понятия. Его теория, таким образом, доступна обобщению за пределами анализа государства; в 1925 году он оставляет эту последнюю тему и концентрируется исключительно на понятии институции. Так он выработал три основных составных элемента институции. Первый элемент — это созидательная идея (idée d’œuvre), направляющая идея, конкретизирующаяся в действиях индивидов, которые стремятся реализовать себя в социальном плане. Второй элемент — это власть организованного правительства, прямо вытекающая из идеи создания и служащая его реализации, ведь эта власть должна позволить общественную реализацию идеи. Эта власть организована согласно двойному принципу — разделения властей и представительского режима. Но, с точки зрения Ориу, разделение властей имеет место, когда возможно провести границу между интуитивной компетенцией исполнительного решения (это власть меньшинства, интуитивно чувствующего идею и действующего с нормативной точки зрения согласно решению, предназначенному для исполнения), дискурсивной компетенцией принимающей решения власти (фаза дискуссии) и избирательная власть, или власть одобрения (фаза, благодаря которой идея переходит из сферы меньшинства в сферу большинства, которое должно отреагировать положительно либо отрицательно). С другой стороны, представительский режим имеет место тогда, когда организация власти позволяет органам институции выражать волю совокупности, которую они составляют, что требует также самой созидательной идеи. С точки зрения Ориу, эта теория должна действовать не только в связи с государством, но и для всех корпораций: предприятий, ассоциаций и т. п.

## Труды
- Précis de droit administratif, 1re édition 1892, 11e édition Sirey 1927.
- La science sociale traditionnelle, Larose, Paris 1896.
- Principes de droit public, 1re édition 1910, 2e édition Larose, Paris 1916.
- Précis de droit constitutionnel, 1re édition 1923, 2e édition Sirey 1929.
- " L’ordre social, la justice et le droit ", Revue trimestrielle de droit civil, 1927, p. 795—825.
- Aux sources du droit: le pouvoir, l’ordre et la liberté, Caen : Centre de philosophie politique et juridique, 1986. 21 cm, 191 P. Fac-sim. de l'éd. de, Paris : Bloud et Gay, 1933